# Диффузия ответственности
Диффу́зия отве́тственности - социально-психологический феномен, при котором человек испытывает снижение персональной ответственности, находясь в коллективе.
Явление диффузии ответственности свойственно для момента необходимости принятия решения, когда ответственность разделяется между всеми членами группы. Диффузия ответственности может проявляться как в бездействии в просоциальном поведении, так и в действии в антисоциальном. Например, в экстренных ситуациях человек может бездействовать, перекладывая ответственность за помощь на других очевидцев и участников. С другой стороны, в группе люди будут с большей вероятностью принимать рискованные или деструктивные решения, так как не чувствуют персональную ответственность за последствия.
Диффузия ответственности в разной степени может присутствовать во всех социальных группах, независимо от размера и структуры. На возникновение и характер распределения ответственности влияют как свойства конкретной группы, так и конкретных индивидов. Как причина или один из медиаторов, диффузия ответственности может привести к ряду других социально-психологических процессов, включая эффект свидетеля, социальную леность и моральное отчуждение.

## История исследований
Впервые концепт диффузии ответственности был сформирован в начале 1960-х гг. в экспериментах М. Валлаха, посвящённых изучению процесса принятия рискованных решений, который они связывали со снижением персональной ответственности в группе. Индивиды должны были сделать выбор между двумя решениями, одно из которых гарантировало небольшую выгоду, второе подразумевало риск, но с возможностью увеличить выгоду. Результаты показывают, что рискованное поведение чаще происходило в группе, а не в одиночестве, ввиду снижения персональной ответственности участников. Позднее это подтвердилось исследованием К. Минатта и С. Шермана, направленным на тестирование гипотезы о существовании диффузии ответственности. Участники в группах и индивидуально давали советы, которые привели к успеху или неудаче, а затем оценивали свою ответственность в данной ситуации и влияние, которое они оказали. В результате обнаружилось, что в группе люди дают более рискованные советы и чувствуют меньшую ответственность за негативные последствия, которые за этим следуют.
Далее диффузия ответственности продолжала рассматриваться в разных формах её проявления. В 1960-х гг. диффузия ответственности также начала рассматриваться в контексте экстремальных ситуаций в работах Латане и Дарли. Одним из ключевых исследований стало исследование, проведённое в 1968 году. Эксперимент проводился в Нью-Йорке и заключался в том, что студент колледжа симулировал эпилептический припадок. В ситуации, когда во время припадка рядом оказывался один прохожий, студент получал помощь в 85 % случаев, и лишь в 35 % случаев, если рядом оказывались несколько человек. Это явление, которое получило название «эффект свидетеля», также связывают с распределением ответственности среди участников группы. В конце 90-х гг. Довидио и Чалдини в исследованиях эффекта свидетеля связали диффузию ответственности не только с индивидуальными психологическими факторами, но и с социальными, доказав необходимость анализа на групповом уровне.
В 80-х гг. стало появляться больше исследований факторов и форм проявлений диффузии ответственности. Например, выяснилось, что деиндивидуализация в группах с большим количеством участников и высоким уровнем анонимности снижает самосознание и чувство персональной ответственности каждого члена группы за совершённые действия. Латане и коллеги доказали связь между концептом диффузии ответственности и социальной леностью как формой её проявления. Они провели эксперименты, в которых участники, находясь в группе и в одиночестве, должны были аплодировать и кричать «изо всех сил», не имея возможности слышать или видеть остальных. Как результат, в группе каждый производил в три раза меньше шума, при этом участники сообщали, что прикладывали одинаковые усилия, но чувствовали меньшую ответственность при работе в группе.
В это же время были сформированы разные модели подхода к социальной динамике, которые могут быть применены к диффузии ответственности. Теория социального влияния (SIT), разработанная Латане в 1981, предполагает, что наибольшее снижение персональной ответственности произойдёт, когда к одному человеку присоединится второй, и каждый следующий член группы будет стимулировать диффузию, но влияние будет снижаться по мере увеличения численности группы. Согласно Other/Total Model (OTR), автором которой в 1983 стал Б. Маллен, предполагающей, что ответственность распространяется пропорционально размеру группы: в группе из двух человек участники будут принимать на себя 50 % ответственности за результаты действий, в группе из четырёх — 25 %, и так далее, означая, что диффузия увеличивается с увеличением размера группы.
Современные исследования можно охарактеризовать трендами на изучение диффузии ответственности в разных контекстах и с применением междисциплинарного подхода. Так, появляются обзоры и эксперименты относительно этого феномена в медицине, образовании, корпоративной среде и в Интернете. Также создаются исследования диффузии ответственности в момент принятия решений с применением нейронных технологий, таких как измерение потенциала, связанного с событием или нейронных сигнатур и электроэнцефалография.

## Факторы
На появление и характер диффузии ответственности в конкретной ситуации влияют как социально обусловленные факторы, как групповые, так и индивидуальные.

### Размер группы
Из-за диффузии ответственности у людей может возникнуть ощущение, что необходимость вмешаться в ситуацию снижается с увеличением числа (предполагаемых) свидетелей. Размер группы является ключевым фактором в возникновении диффузии ответственности, что подтверждается и другим исследованием — вероятность того, что человек согласится взять на себя роль лидера в группе снижается по мере увеличения числа участников этой группы. В одном эксперименте, проведённом в 1968 году, студенты оказались в комнате, заполненной дымом. Они были в ней либо одни, либо с двумя не реагирующими людьми или в группах по три человека. Результаты показали, что о задымлении сообщали менее всего в присутствии двух пассивных участников (10 %) или в группах по три человека (38 %), а если человек был один, то сообщения о дыме приходили намного чаще (75 %). Такие результаты могут быть объяснены тем, что участники эксперимента могли воспринимать ситуацию двусмысленно, видя что другие остаются спокойными, и думали, что задымление не опасно.

### Самокатегоризация
Ещё одним социальным фактором возникновения диффузии ответственности может служить групповая самокатегоризация — в рамках экспериментов изучали, как восприятие своей принадлежности к той или иной группе влияет на вероятность того, вмешается человек или нет в ситуацию, в которой кто-то нуждается в помощи. Исследование показало, что самокатегоризация может значительно влиять на уровень вмешательства, где участники, идентифицирующие себя с определённой группой, проявляли меньшую готовность помогать, если считали, что другие свидетели не принадлежали к их группе. Так же, участники эксперимента охотнее помогали жертве, принадлежащей к той же группе, то есть «своему» человеку. Кроме того, было установлено, что на последствия разницы в статусе социальных категорий («свои»/«чужие») не влияли уровень эмоционального напряжения участников и тяжесть ситуации.

### Групповые нормы
Если группа не является квазигруппой, сформированная групповая динамика также будет влиять на поведение её членов. К таким факторам относятся социальные нормы относительно того, в каких ситуациях стоит действовать или бездействовать и какие действия стоит предпринять. Люди склонны проявлять конформность в группе, поэтому если они считают необходимое в ситуации поведение противоречащим групповым нормам, они будут перекладывать ответственность за совершение этих действий на других из-за страха негативной реакции окружающих. Более того, это может проявляться и без наличия согласованных известных норм в группе. Это объясняется феноменом множественного невежества: член группы наблюдает за остальными и, видя, что их поведение одинаково, принимает это поведение за норму. Аналогично ситуациям с гласными групповыми нормами, даже если человек не согласен с ними, то скорее будет исполнять норму, чем возьмёт на себя ответственность в ситуации, требующей обратного поведения.

### Характер ситуации и чувство принадлежности к группе
Диффузия ответственности с большей вероятностью возникает в случае просоциальных ситуаций, в которых люди склонны вмешиваться реже, если они не имеют личной связи с жертвой. Это происходит из-за их предположения, что помощь предоставит кто-то, кто ближе к пострадавшему. Мнимая анонимность в толпе может привести к снижению личной ответственности, поскольку людям может казаться, что их действия не будут признаны и они не столкнуться с последствиями своего бездействия.
При этом в антисоциальных ситуациях люди охотнее действуют в группе таких же, как они — это обусловлено деиндивидуализацией, возникающей из-за принадлежности к группе и снижением чувства личной ответственности за последствия своих действий. Это приводит к тому, что люди становятся менее само осознанными и не ощущают ответственности за антисоциальные поступки, совершённые их группой. Чувство анонимности, появляющееся при принятии групповых решений, может стать фактором, подталкивающим людей на совершение деструктивных поступков, ослабляя сдерживающие социальные факторы и придавая ощущение безнаказанности за свои действия.
Исследования показали, что если снижать у людей чувство членства в группе, можно предотвратить диффузию ответственности. В одном исследовании было обнаружено, что если отправлять электронные письма конкретно отдельным людям, а не использовать массовые рассылки, диффузия ответственности будет меньше и таким образом можно получить больше откликов на письма. Кроме того, ответы, полученные от отдельных людей, а не групп, были более длинными и содержательными.

### Работа в коллективе
Диффузия ответственности также может появляться в организациях, где задачи делятся на подзадачи и распределяются между разными отделами. Работники этих отделов, в свою очередь, концентрируются только на выполнении непосредственно их маленьких задач, следуя рабочей рутине, и могут забыть, в чём заключается глобальная цель организации.
Также диффузия ответственности может возникать при работе в команде — в рамках эксперимента группам людей размером от двух до восьми участников было предложено выполнить задачу, требующую совместных усилий. После получения результатов участники должны были оценить вклад каждого члена команды. Результаты эксперимента показали, что по мере увеличения группы, диффузия ответственности возрастала, а также, что в случае неудач участники были склонны переносить ответственность на других членов группы, а в случае успеха стремились взять часть заслуг на себя.

### Статус в группе
Субъективное восприятие человеком своей должности или навыков относительно других членов группы может создать или усилить диффузию ответственности. Связь между ролью или знаниями и характером требуемой работы приводит к разному уровню чувства ответственности за её выполнение.
Например, при наличии формальной иерархии люди более склонны перекладывать ответственность за принятие решений на тех, кто имеет более высокий статус в иерархии, с которой ассоциируется больший уровень ответственности при большей власти. В ситуациях без формальной иерархии, если люди приписывают другим членам группы более высокий статус и думают, что они более способны или компетентны для решения задачи, они могут переложить ответственность на них. Это может касаться как навыков, так и физических характеристик — согласно исследованиям, в ситуациях, решение которых зависит от физической силы, диффузия ответственности более распространена в чисто женских или смешанных группах, так как женщины не считали себя достаточно сильными или воспринимали мужчин как более подходящих для выполнения действия.

### Гендер
В контексте просоциальных ситуаций, гендер нуждающегося в помощи человека влияет на принятие ответственности окружающими. Согласно исследованиям, люди более склонны помочь женщине из-за восприятия женщин как более слабых по сравнению с мужчинами. Когда помощь требуется мужчине, окружающие чувствуют меньшую необходимость помочь, поэтому перекладывают ответственность на других. С другой стороны, исследования не показывают разницы между гендером участников смешанной группы — в экстренных ситуациях женщины помогали нуждающимся с той же скоростью, что и мужчины, если это не требовало исключительной физической силы.

## Последствия

### Эффект свидетеля
Эффект свидетеля — психологическое явление, получившее своё название после несчастного случая с Китти Дженовезе в 1964 году, означающее, что вероятность оказания помощи в критической ситуации снижается, если рядом есть посторонние люди.
Дарли и Латане провели исследование в 1968 году, в ходе которого выяснили, повлияет ли присутствие других посторонних людей на вероятность и скорость реакции участников на то, что у другого испытуемого (притворяющегося) случится припадок. Испытуемые считали, что находятся в группе из двух, трёх или шести человек. Результаты эксперимента показали, что испытуемые оказывали помощь реже тогда, когда сторонних наблюдателей было больше. Авторы связали это явление именно с распределением ответственности за помощь нуждающемуся среди свидетелей, при которой никто не чувствовал себя обязанным помочь.
Однако, в более поздних исследованиях было доказано, что эффект свидетеля может проявляться по разному в зависимости от типа ситуации (чрезвычайной или не чрезвычайной). Так, в результате метаанализа было обнаружено, что эффект свидетеля исчезает, если люди характеризуют ситуацию как высоко опасную (такую как драка или изнасилование), но сохраняется в не чрезвычайных ситуациях и возрастает по мере увеличения группы. Кроме того, эффект свидетеля проявляется немного сильнее в контролируемых условиях, а не полевых экспериментах, и сильнее в экспериментальных, чем квазиэкспериментальных исследованиях.

### Рискованное поведение
Эффект переноса риска (см. Феномен сдвига риска) означает повышенную вероятность того, что группа людей поддержит или примет рискованное решение или действие. По мере того, как растёт группа, растёт и вероятность того, что в ней окажется человек с рискованным мнением, который будет активнее участвовать в принятии решений и будет занимать более влиятельную позицию в группе. Так, с увеличением размера группы растёт и диффузия ответственности, которая провоцирует принятие рискованных решений.
Кроме того, в ходе экспериментов было доказано, что диффузия ответственности лежит в основе сдвига риска, и принятие рискованных действий и решений особенно высоко, когда члены группы могут обсуждать между собой их решения и приходить к консенсусу. Также в одном из экспериментов участники могли получить денежное вознаграждение за выполнение рискованного поступка, или понести убытки — результаты показали большой процент сдвигов, что подтверждало повышенное принятие рисков при групповых решениях.

### Социальная леность
Диффузия ответственности также является одним из факторов проявления социальной лености. Опираясь на ранее доказанный факт уменьшения персональной ответственности по мере увеличения группы, в 1985 и 1988 был проведён ряд экспериментов, направленных на изучение влияния наличия коллективной и персональной ответственности за действие на когнитивные усилия, прилагаемые для его решения. В последнем из них, 50 участников должны были оценить привлекательность описания вакансии по шкале от 1 до 7, будучи разделёнными на 4 группы в зависимости от того, была ли их оценка индивидуальной или считалась как средняя оценка группы (коллективная ответственность) и будут ли с ними связываться в дальнейшем для объяснения и аргументации их оценки (персональная ответственность). По результатам, участники с искусственно созданной диффузией ответственности (наличие коллективной и отсутствие персональной) приложили меньше всего усилий, и наоборот. Личная подотчётность за последствия оказалась более влиятельной на индивидуальном уровне, чем наличие коллективной. Тем не менее, в среднем люди, чья ответственность была разделена, прикладывали значительно меньше усилий, чем те, кто действовал в одиночку, что позволяет говорить о влиянии диффузии ответственности как одного из факторов на социальную леность в групповой работе.

### Моральное отчуждение
Феномен морального отчуждения описывает отстранение индивидов от моральных норм и этических принципов, позволяющее оправдывать собственное антисоциальное поведение и сохранять положительную самооценку. Альберт Бандура выделял 8 элементов этого механизма, среди которых диффузия ответственности, наряду с её смещением, способствует моральному отчуждению через уменьшение чувства ответственности за негативные последствия деструктивного поведения.
Как сформулировал Бандура, с ослаблением личной ответственности также ослабляется моральный самоконтроль. В частности, диффузия ответственности как один из составляющих морального отчуждения проявляется в организациях или сообществах, чья деятельность имеет целью или последствиями причинение вреда окружающим. Он объяснил это тремя факторами: разделением труда, принятием групповых решений и коллективными действиями. При разделении труда каждый сотрудник выполняет часть, которая кажется безобидной сама по себе, и вместе с ростом рутинности и бюрократизации человек переключает внимание с этических соображений на детали и эффективность конкретно своей задачи.
Коллективные решения и действия, за которые несут ответственность все, а не конкретный человек, также ослабляют моральный контроль, ведь любой вред, причинённый группой, можно списать на других. Подтверждается это экспериментом, который провели ранее Бандура и коллеги. 72 участника были распределены на 25 групп по три человека. Каждой группе объявлялось, что они являются надзирателями другой и должны были наказывать её участников за неправильные решения. Правильность решения определялась загоранием лампочки, при этом группу их подопечных, которых на самом деле не существовало, участники не видели. В случае неправильного решения подопечных, участники группы должны были в индивидуальном порядке выставить мощность электрического тока, которым ударило бы «провинившихся». Одним группам говорили, что каждый участник самостоятельно выбирает мощность удара одного из подопечных, создавая тем самым условие персональной ответственности, другим — что аппарат автоматически считает среднюю мощность, введённую всеми участниками группы, и применяет её, таким образом создавая диффузию ответственности. По результатам эксперимента, уровень вреда наказывающих санкций, выбранный каждым участником, был выше, когда человек определял ответственность за вред как коллективную, а не индивидуальную.

### Ресурсные дилеммы
Диффузия ответственности также может являться медиатором принятия решений в ресурсных дилеммах (дилеммах коллективного действия) — ситуациях, в которых перед индивидом встаёт выбор между преследованием личных интересов и общим благом. Так, в 1980 был проведён эксперимент, направленный на тестирование гипотезы эффекта безбилетника и степени личной ответственности как её фактора. Автор предположил, что разница между количеством людей, нуждающихся в публичном благе и готовых в него вложиться, и затратами, необходимыми для достижения публичного блага, формирует у индивида понятие «избыточных ресурсов». Диффузия ответственности возникает, когда избыточные ресурсы велики или крайне малы, и индивид не считает, что его действия что-то изменят, поэтому чувство его ответственности за достижение публичного блага снижается. В свою очередь, уровень ощутимой персональной ответственности напрямую влияет на размер вклада в достижение общей цели.
В эксперименте приняло участие 120 человек, перед которыми был поставлен выбор — распределить 100 единиц ресурсов между личным банковским счётом и общественным благом — союзом. Их решения влияли на денежное вознаграждение как их самих, так и других участников как членов союза. Каждый участник был поставлен перед условиями: количеством нуждающихся, следовательно, готовых пожертвовать участников (1, 5, 9) и необходимой суммой сбора для выплаты участникам союза (175, 575, 975). В результате, когда участники считали, что другие члены группы внесут достаточно ресурсов или цель недостижима, они чувствовали меньшую ответственность и делали меньшие вклады в союз. Когда же «избыточные ресурсы» были средними, то есть сил нуждающихся не хватало на достижение реалистичной цели, участники понимали значимость своего решения, чувствовали большую ответственность и делали большие пожертвования.

## Примеры

### Просоциальные ситуации
В реальной жизни, помимо экстренных случаев, диффузия ответственности влияет на повседневные просоциальные ситуации — благотворительность, чаевые официантам и др.
Так в 1971 году был проведён эксперимент, в котором участники должны были дать школьнику рейтинг, от которого зависело, оставят ли его в обычной школе или переведут в исправительное образовательное учреждение, где применяются суровые наказания. По результатам, более хороший рейтинг давали те, кто считал себя единственным ответственным за принятие решения. Более того, участникам оглашались последствия рейтинга, в зависимости от которых они могли быть ответственными за причинённый мальчику вред (из-за данного плохого рейтинга) или его свидетелями (плохой рейтинг дал другой человек), и давалась возможность помочь ему. Те, кто приписывал ответственность другим людям, помогали реже.
К похожим выводам пришли авторы ряда экспериментов с пожертвованиями: в одиночестве люди жертвовали деньги фонду пострадавших от землетрясения в 77 % случаях, в группах от 2 до 6+ человек — от 21 % от 47 %, размер взноса также понижался с увеличением группы.
В экспериментальном исследовании 408 групп и одиночных посетителей ресторана было выяснено, что индивиды в среднем оставляли около 19 % от суммы чека, тогда как группы из 4-6 человек — 13,5 %. Величина чаевых была описана обратной степенной функцией (Чаевые = 0.184/N².2), что объясняет 95 % вариации в среднем проценте чаевых и показывает, что влияние каждого дополнительного члена группы уменьшается с увеличением её размера.

### Вторая мировая война
Характерным примером диффузии ответственности являются предполагаемые военные преступления, совершённые нацистами во время Второй мировой войны, которых судили на Нюрнбергском процессе. Распространение ответственности использовалось как правовая защита. Похожую защиту использовали обвинённые в резне в Ми Лае. Из-за смещения ответственности, осуждённые не ощущали личной ответственности за то, чтобы помочь или не вредить жертвам, а также не ощущали вины за свои действия — им казалось, что они лишь выполняют приказы, перенося вину на тех, кто их отдавал. Так, диффузия ответственности является одной из многих вероятных причин их действий.

### Образовательная среда
Исследования показали, что диффузия ответственности может проявляться в образовательной среде. Предполагалось, что студенты будут менее активно отвечать на вопросы учителя, когда они адресованы всему классу. Результаты исследования показали, что в 13,68 % случаев студенты не отвечали на уроках из-за диффузии ответственности. Со студентами провели 10 интервью, чтобы узнать более подробные психологические причины этого явления, и значимой оказался менталитет счастливчика — ожидание, что для ответа выберут другого студента, так как в классе их много. Помимо этого, стадное мышление тоже являлось причиной пассивности учеников, которые считали, что не должны отвечать, раз все остальные отмалчиваются. Также было выявлено, что те студенты, которые изначально хотели ответить, могли попасть под воздействие молчащих учеников и не отвечать.

### Цифровая среда
В исследовании, посвящённом наблюдению за «чат-группами», продемонстрировано, что теория Латане и Дарли о вмешательстве стороннего наблюдателя также может быть применена для объяснения и прогнозирования вмешательства в компьютерно-опосредованную коммуникацию. Результаты эксперимента показали, что при онлайн коммуникации с увеличением количества людей в компьютерном чате, человеку требовалось больше времени для получения помощи, а также, что эффект свидетеля практически исчезал, и помощь оказывалась намного быстрее, если человек обращался за помощью, указывая имя свидетеля.
В другом исследовании, посвящённом иллюстрированию полезности изучения видеоигр для психологических исследований поведения людей в реальном мире, проверялось несколько социальных феноменов, таких как снижение вероятности оказания помощи в условиях дефицита времени и эффект свидетеля. В первом эксперименте участникам нужно было в условиях нехватки времени найти выход из виртуального лабиринта. Они сталкивались с комнатами с виртуальными посторонними игроками и без них, и в каждой комнате игрок просил о помощи. Участники значительно реже помогали в условиях дефицита времени, однако при наличии или отсутствии небольшого количества посторонних игроков, существенного влияния на помощь не оказывалось. Во втором эксперименте количество виртуальных прохожих было увеличено, а игрокам было дано указание представить, что это реальные люди. В итоге в комнатах с большим количеством посторонних участники помогали значительно реже, чем в комнатах, где посторонних было меньше, показывая эффект свидетеля.